# رونالد أ. وايت
رونالد أ. وايت (بالإنجليزية: Ronald A. White)‏ هو محامي وقاضي أمريكي، ولد في 27 يناير 1961 في سابولبا في الولايات المتحدة.